# Systropus nitobei
Systropus nitobei är en tvåvingeart som beskrevs av Matsumura 1916. Systropus nitobei ingår i släktet Systropus och familjen svävflugor. Inga underarter finns listade i Catalogue of Life.